# Стив Хоџ
Стив Хоџ (енгл. Steve Hodge; Нотингем, 25. октобар 1962) бивши је енглески фудбалер.

## Спортска каријера
Играо је на позицији везног играча. У каријери је наступао за познате енглеске клубове Нотингем Форест, Астон Вилу, Тотенхем хотспер, Лидс јунајтед, Дарби Каунти и Квинс Парк рејнџерсе.
Са репрезентацијом Енглеске је играо на два Светска првенства, у Мексику 1986 и Италији 1990. када је освојено четврто место. На првенству 1986. године, са репрезентацијом је стигао до четвртфинала где су поражени од Аргентине резултатом 1:2. Оба гола Дијега Арманда Марадоне на тој утакмици се и дан данас препричавају. Код првог је реч о поготку који је Дијего касније назвао Божјом руком. Управо код тог гола Хоџ је случајно вратио лопту ка свом голману Шилтону, а Марадона руком успео да је проследи у мрежу, те је стицајем околности асистирао Марадони.
После тог меча Хоџ и Марадона су разменили дресове. Иако су му касније нудили огроман новац за дрес, није га продао, већ га задржао у свом власништву и предао Националном фудбалском музеју у Манчестеру где се данас чува.
Током 2013. године је био именован за привременог тренера Нотс каунтија.

## Успеси
- Премијер лига (1):

Лидс јунајтед: 1991/92.
- Енглески Лига куп (2):

Нотингем Форест: 1988/89, 1989/90.
- Комјунити шилд (1):

Лидс јунајтед: 1992.